# Mario Campi
Mario Campi (Zurigo, 18 aprile 1936 – Lugano, 15 dicembre 2011) è stato un architetto svizzero.
Dopo essersi laureato in architettura presso il Politecnico federale di Zurigo nel 1960, si trasferisce a Lugano dove fonda uno studio insieme a Franco Pessina. Ha progettato e costruito numerosi edifici sia pubblici che privati ed ha partecipato a numerose esposizioni sia negli Stati Uniti che in Europa.